# Pipiza femoralis
Pipiza femoralis là một loài ruồi trong họ Ruồi giả ong (Syrphidae). Loài này được Loew mô tả khoa học đầu tiên năm 1866. Pipiza femoralis phân bố ở miền Tân bắc